# Беро II фон Рехберг-Тюркхайм и Минделхайм
Беро II фон Рехберг-Тюркхайм и Минделхайм  (на немски: Bero II von Rechberg Herr zu Türkheim und Mindelheim; † 27 юни 1469) е благородник от швабския род „Рехберг“, господар на Тюркхайм и Минделхайм в Швабия, управител („пфлегер“) на Хайденхайм (1463).
Той е син на Беро I фон Рехберг († 14 ноември 1462) и съпругата му Барбара фон Ротенбург († 25 април 1462), дъщеря на Хайнрих VI фон Ротенбург († 1411) и Агнес фон Верденберг-Хайлигенберг-Блуденц († 1436). Внук е на Файт I фон Рехберг († 1416) и Ирмела (Ирмгард) фон Тек († 1422), дъщеря на херцог Фридрих III фон Тек († 1390) и Анна фон Хелфенщайн-Блаубойрен († 1392), наследничка на Фалкенщайн.
Брат му Георг (II) фон Рехберг-Тюркхайм и Минделхайм († 28 октомври 1502) се жени 1448 г. за Катарина фон Хелмщат († сл. 1448). Другите му два братя са Улрих фон Рехберг († 11 юни 1501), домхер в Аугсбург (1457), катедрален декан в Аугсбург (1465 – 1501), и Волфганг фон Рехберг († 1484/1485), домхер в Аугсбург (1449 – 1484). Сестра му Барбара фон Рехберг († 17 март 1506) е омъжена за рицар Улрих фон Фрундсберг († 11 август 1501). Сестра му Анна фон Рехберг е омъжена за Еберхард фон Хюрнхайм († 1483).
След смъртта на баща му господството Минделхайм отива на братята Беро II и Герг/Йорг II, които го продават 1467 г. на сестра им Барбара, нейните наследници го притежават до 1586 г.
Родът фон Рехберг е издигнат 1577 г. на фрайхерен и 1607 г. на графове.

## Фамилия
Беро II фон Рехберг се жени за Урсула фон Валдбург-Цайл, дъщеря на Георг I фон Валдбург-Цайл († 10 март 1467) и Ева фон Бикенбах († сл. 29 октомври 1481), дъщеря на Конрад VI фон Бикенбах, бургграф на Милтенберг († 1429) и Юта фон Рункел († 1418). Те имат три сина:
- Беро фон Рехберг-Бабенхаузен († 9/16 март 1500, убит в Бабабенхаузен), женен I. за Хелена фон Гльос, II. за Анна фон Траутмансдорф, внучка на Херанд III фон Траутмансдорф († 1467), дъщеря на Леополд фон Траутмансдорф († 1510) и Агнес фон Малуско
- Фридрих († 9/16 март 1507), женен за Маргарета фон Зайнсхайм († 3 март 1538, погребана в Марктбрайт), дъщеря на Фридрих фон Зайнсхайм и Маргарета, „трухсес“ фон Балдерсхайм; Маргарета фон Зайнсхайм се омъжва втори път за Вилхелм фон Рехберг († 1536), син на Вилхелм I фон Рехберг († 1502/1503) и Доротея фон Раминген († сл. 1511)
- Улрих († 9/11 юни 1501), домхер 1457, катедрален декан в Аугсбург 1465, домхер в Бриксен 1468 +9/11.6.1501

Вдовицата му Урсула фон Валдбург-Цайл се омъжва втори път за фрайхер Стефан фон Швангау.